# 特許狀理事會
特許狀理事會（英語：Charter Trustees）是英國的一種臨時性地方行政組織，主要的目的是當一個原本擁有自治城鎮（borough）或自治城市（City）地位的行政區被取消時，暫時成立以保管與延續該行政區的城鎮特許狀（town charter）或城市特許狀（city charter），直到該地區實際建立像是教區議會（parish council）這類正式的地方行政單位後，再將特許狀轉移給新單位。特許狀信託機構的功能僅侷限在一些慶祝活動的用途，例如市長就任儀式，或根據地方風俗或法律另外賦予其他的功用。特許狀理事會是由該行政區內各選區所選出的地方市鎮代表擔任成員而組成。